# Босанчица
 Тази статия е за средновековната сръбска азбука.  За съвременната сръбска азбука вижте сръбска азбука.  
Босанчицата е вариант на кирилицата, използван в миналото от католиците в Херцеговина и съседните области.
Позната е още и под следните названия: арватица, босаница, босненска азбука (bosanska azbukva), босненска кирилица, хърватско-босненска кирилица, босненско-далматинска кирилица (Ватрослав Ягич), босненска бързописна графика (Евфим Карский), западен вариант на кирилския бързопис, западна (босненска) кирилица (Стиепан Ившич), хърватско писмо, полишка азбука (poljička azbukvica) (на народен език по̀лица (Poljica), сръбски (така я наричат глаголяшите и по-рядко босненските францисканци). Всички названия на този вариант на кирилицата са оспорвани. В България азбуката „босанчица“ е използвана през XVII и XVIII век от българските католици, като е наричана „сръбска азбука“.

## Характерни черти на босанчицата
Основната разлика между босанчицата и другите южнославянски варианти на кирилската писменост се открива в графиката на буквите. Отделни автори отделят различни букви като характерни особено за по-съвременния хърватски или босненски бързопис (босанчица), но повечето посочват за характерни буквите: б, в, ч, ж. Най-характерен е специалният знак за звуковете đ (ђ) и ć (ћ), който бил създаден от хърватските кирилски писари по образец на глаголическия герв. При реформирането на сръбската кирилица Вук Караджич (т.нар. вукова реформа) взема тази буква за звука ć. В босанчицата няма знаци за носовите гласни, за известно време се задържа само малкият ер, не съществуват и букви за je и ja, докато такива букви са характерни за църковната сръбска кирилица. В текстовете, писани с босанчица, je се пише с две букви или само с йотувано e, а ja с две отделни букви или с букватаят, която в по-късните текстове в бързописа придобива функциите изключително на звука j. Тъй като в кирилицата някои букви означавали числа, съществува известна разлика и в числовата система, особено за отбелязване на стотиците 700, 800, 900, както и на 1000, а в отделни ръкописи има разлика и при други числа.

## Поява и разпространение на босанчицата
Палеографията и историческата лингвистика различават три различни центъра на разпространение на босанчицата:
1. Херцеговина и по-специално Западна Херцеговина с Дубровник, откъдето се разпространява и в
2. централна Далмация (Загора) и областите
3. Босна и
4. Хум, т.е. Източна Херцеговина или на български земята на хълмовете (днес също в Босна и Херцеговина в т.ч. и т.нар. Стара Херцеговина).

Най-ранните документи на босанчица са възникнали в сферата на босненско-хумската епиграфика (най-значителен пример е Хумачка плоча – Хумска плоча) от 11 век, запазена във францисканския манастир в Хумац (край Любушки в Херцеговина), надписите на сакрални обекти на островите в централна Далмация (Повалския праг от Повалие на остров Брач от 1180 г.), както и дипломатически текстове (грамотата на бан Кулин от 1189 г.). Сред най-ранните текстове е и Повалският документ (Брач, 1250 г., препис от по-стар документ, написан от сплитския каноник Иван), писмото от княза на Омиш Джуро Качич от рода Качичи до дубровнишката община (1276 г.).

## Книжовни паметници на босанчица
Към текстовете, писани с босанчица, спадат:
- ръкописи на босненските кръстяни, възникнали предимно през 14 и 15 век, архаичен църковнославянски език, смесен с икавизми;
- епиграфика върху мраморни/ надгробни плочи, възникнала предимно от 13 до 15 век. Езикът е смесен: в морфологично отношение е щокавско-чакавски диалект (шчакавски говор) и църковнославянски, а във фонетиката преобладава икавски рефлекс на ят-а;
- босненско-хумска дипломатическа кореспонденция, често с Дубровник, от 12 до 15 век. Езикът в текстовете с течение на времето придобива все повече характерните черти на народния език, но запазва църковнославянския субстрат. Говорният диалект също е шчакавски, щокавско-чакавски, ят е предимно с икавски рефлекс, но понякога и с йекавски;
- централнодалматински юридически и историографски документи, от които най-важни са: Хърватска хроника (началото на 16 век) и текстовете от Полишката република от 15 до 17 век, сред които изпъква Полишкият статут от 1440 г. Езикът в тези текстове е предимно чисто народен, чакавски диалект;
- Дубровнишки литургични ръкописи (требници, молитвеници, служебници), предимно от 15 и 16 век, най-известен от които е Либро од мнозијех разлога (1520). В тези ръкописи езикът е народен, щокавско-йекавски диалект;
- многобройни ръкописи на босненски и херцеговински францисканци от началото на 17 до средата на 18 век. Обхваща всички области на литургичната литература, включва религиозно-поучителни и полемични текстове, както и историографски записки, францискански летописи и хроники. Езикът първоначално е старощокавски йекавски, а по-късно новощокавски икавски. Най-известни са творбите на Матия Дивкович Беседи от 1616 г., и на Павао Посилович (Наслаждение духовно, 1639) и Стиепан Матиевич (Изповедалник, 1630).

## Гледни точки за принадлежността на босанчицата
От друга страна, българските филолози никога не са оспорвали сърбохърватския произход на босанчицата, за разлика от т.нар. рашка ортография (по-коректно е да се каже зетско-рашка ортография) и ресавска ортография на среднобългарския език, без които в историята на българския език и литература се отваря черна дупка в периодите от падането на България под византийска власт през 1018 г. до втората четвърт на 13 век 
, и съответно за периода 15 – 18 век. 